# Дискография Ski Mask the Slump God
Американский рэпер Ski Mask the Slump God выпустил один студийный альбом, четыре микстейпа, пять совместных микстейпов, три мини-альбома и 17 синглов (семь в качестве приглашённого исполнителя). Дебютный студийный альбом Ski Mask, Stokeley, был выпущен 30 ноября 2018 года на лейбле Republic Records и достиг пика в чарте US Billboard 200 под номером шесть.

## Альбомы

### Студийные альбомы
| Название | Детали | Высшая позиция в чартах | Высшая позиция в чартах | Высшая позиция в чартах | Высшая позиция в чартах | Высшая позиция в чартах | Высшая позиция в чартах | Высшая позиция в чартах | Высшая позиция в чартах | Высшая позиция в чартах | Высшая позиция в чартах |
| Название | Детали | US                      | US R&B/HH               | US Rap                  | AUS                     | CAN                     | IRE                     | NOR                     | NZ                      | SWE                     | UK                      |
| -------- | --- | ----------------------- | ----------------------- | ----------------------- | ----------------------- | ----------------------- | ----------------------- | ----------------------- | ----------------------- | ----------------------- | ----------------------- |
| Stokeley | - Выпущен: 30 ноября 2018 - Лейбл: Victor Victor, Republic Records - Формат: CD, винил, цифровая загрузка | 6                       | 4                       | 4                       | 35                      | 11                      | 38                      | 13                      | 24                      | 24                      | 64                      |

### Микстейпы
| Drown in Designer                                                                        | - Выпущен: 16 мая 2016 - Лейбл: Вне лейбла - Формат: Цифровая загрузка                       | —   | —  | —  | —  |
| YouWillRegret                                                                            | - Выпущен: 28 июня 2017 - Лейбл: Victor Victor, Republic Records - Формат: Цифровая загрузка | 195 | —  | —  | —  |
| Beware the Book of Eli                                                                   | - Выпущен: 11 мая 2018 - Лейбл: Victor Victor, Republic Records - Формат: Цифровая загрузка  | 50  | 28 | 24 | 94 |
| Sin City The Mixtape                                                                     | - Выпущен: 25 июня 2021 - Лейбл: Victor Victor, Republic Records - Формат: Цифровая загрузка | 39  | 20 | 17 | 73 |
| «—» обозначает запись, которая не попала в чарт или не была выпущена на этой территории. |                                                                                              |     |    |    |    |

### Совместные микстейпы
| Название                                        | Детали                                                                                   | Высшая позиция в чартах | Высшая позиция в чартах | Высшая позиция в чартах | Высшая позиция в чартах |
| Название                                        | Детали                                                                                   | US                      | US R&B/HH               | CAN                     | NZ                      |
| ----------------------------------------------- | ---------------------------------------------------------------------------------------- | ----------------------- | ----------------------- | ----------------------- | ----------------------- |
| The Nobodys (совместно с XXXTentacion и YXXXNZ) | - Выпущен: 2015 - Лейбл: Вне лейбла - Формат: Цифровая загрузка                          | —                       | —                       | —                       | —                       |
| Members Only, Vol. 1 (совместно с XXXTentacion) | - Выпущен: 20 апреля 2015 - Лейбл: Вне лейбла - Формат: Цифровая загрузка                | —                       | —                       | —                       | —                       |
| Members Only, Vol. 2 (совместно с Members Only) | - Выпущен: 23 октября 2015 - Лейбл: Вне лейбла - Формат: Цифровая загрузка               | —                       | —                       | —                       | —                       |
| Members Only, Vol. 3 (совместно с Members Only) | - Выпущен: 26 июня 2017 - Лейбл: Вне лейбла - Формат: Цифровая загрузка                  | —                       | —                       | —                       | —                       |
| Members Only, Vol. 4 (совместно с Members Only) | - Выпущен: 23 января 2019 - Лейбл: Bad Vibes Forever, Empire - Формат: Цифровая загрузка | 18                      | 11                      | 15                      | 29                      |

### Мини-альбомы
| Название                      | Детали                                                                    |
| ----------------------------- | ------------------------------------------------------------------------- |
| Very Rare Lost Files          | - Выпущен: 16 июня 2016 - Лейбл: Вне лейбла - Формат: Цифровая загрузка   |
| Slaps for My Drop Top Minivan | - Выпущен: 14 июля 2016 - Лейбл: Вне лейбла - Формат: Цифровая загрузка   |
| Archives                      | - Выпущен: 10 августа 2018 - Лейбл: Get Dough - Формат: Цифровая загрузка |

## Синглы

### В качестве ведущего исполнителя
| Название                                                | Год  | Высшая позиция в чартах | Высшая позиция в чартах | Высшая позиция в чартах | Высшая позиция в чартах | Сертификации           | Альбом                              |
| Название                                                | Год  | US                      | US R&B/ HH              | CAN                     | NZ Hot                  | Сертификации           | Альбом                              |
| ------------------------------------------------------- | ---- | ----------------------- | ----------------------- | ----------------------- | ----------------------- | ---------------------- | ----------------------------------- |
| «Life Is Short»                                         | 2016 | —                       | —                       | —                       | —                       |                        | Very Rare Lost Files                |
| «BabyWipe»                                              | 2017 | —                       | —                       | —                       | —                       | - RIAA: платиновый     | YouWillRegret                       |
| «Take a Step Back» (при участии XXXTentacion)           | 2017 | —                       | —                       | —                       | —                       | - RIAA: платиновый     | Drown in Designer и You Will Regret |
| «Catch Me Outside»                                      | 2017 | —                       | —                       | —                       | —                       | - RIAA: платиновый     | YouWillRegret                       |
| «Achoo» (совместно с Keith Ape)                         | 2017 | —                       | —                       | —                       | —                       |                        | Внеальбомный сингл                  |
| «Flo Rida» (совместно с Higher Brothers)                | 2017 | —                       | —                       | —                       | —                       |                        | Journey to the West                 |
| «DoIHaveTheSause?»                                      | 2018 | —                       | —                       | —                       | —                       |                        | Beware the Book of Eli              |
| «Faucet Failure»                                        | 2019 | 87                      | 35                      | 55                      | 12                      | - RIAA: 2 × платиновый | Stokeley                            |
| «Carbonated Water»                                      | 2019 | —                       | —                       | —                       | 21                      |                        | Внеальбомный сингл                  |
| «Burn The Hoods»                                        | 2020 | —                       | —                       | —                       | 24                      |                        | Внеальбомный сингл                  |
| «Soda» (совместно с DJ Scheme, Cordae и Take a Daytrip) | 2020 | —                       | —                       | —                       | —                       |                        | Family                              |
| «Ooga Booga!»                                           | 2022 | —                       | —                       | —                       | 26                      |                        | Внеальбомный сингл                  |

### В качестве приглашённого исполнителя
| Название | Год  | Высшая позиция в чартах | Высшая позиция в чартах | Высшая позиция в чартах | Альбом                      |
| Название | Год  | US                      | US R&B/ HH              | CAN                     | Альбом                      |
| --- | ---- | ----------------------- | ----------------------- | ----------------------- | --------------------------- |
| «What in XXXTarnation» (XXXTentacion при участии Ski Mask the Slump God)                                                           | 2017 | —                       | —                       | —                       | Members Only, Vol. 3        |
| «Cheat Codes» (Bass Santana при участии Luxi Savage и Ski Mask the Slump God)                                                      | 2017 | —                       | —                       | —                       | Внеальбомные синглы         |
| «Up Next» (16yrold при участии Desiigner и Ski Mask the Slump God)                                                                 | 2017 | —                       | —                       | —                       | Внеальбомные синглы         |
| «Heebie Jeebies» (Splash Zanotti при участии Ski Mask the Slump God и Dirty Faced Smook)                                           | 2017 | —                       | —                       | —                       | Внеальбомные синглы         |
| «Heavy» (iLL Chris featuring Ski Mask the Slump God)                                                                               | 2018 | —                       | —                       | —                       | Внеальбомные синглы         |
| «Ghost Busters» (Trippie Redd and XXXTentacion featuring Quavo and Ski Mask the Slump God)                                         | 2018 | —                       | —                       | —                       | Внеальбомные синглы         |
| «Costa Rica» (Dreamville при участии Bas, JID, Guapdad 4000, Reese Laflare, Jace, Mez, Smokepurpp, Buddy и Ski Mask the Slump God) | 2019 | 75                      | 30                      | 71                      | Revenge of the Dreamers III |

## Другие песни с чартов
| Название                            | Год  | Высшая позиция в чартах | Высшая позиция в чартах | Высшая позиция в чартах | Высшая позиция в чартах | Сертификации       | Альбом   |
| Название                            | Год  | US                      | US R&B/ HH              | CAN                     | NZ Hot                  | Сертификации       | Альбом   |
| ----------------------------------- | ---- | ----------------------- | ----------------------- | ----------------------- | ----------------------- | ------------------ | -------- |
| «Nuketown» (при участии Juice WRLD) | 2018 | 63                      | 32                      | 81                      | 10                      | - RIAA: платиновый | Stokeley |
| «Foot Fungus»                       | 2018 | 81                      | 45                      | 72                      | 8                       | - RIAA: платиновый | Stokeley |
| «Unbothered»                        | 2018 | —                       | —                       | —                       | 18                      |                    | Stokeley |

### Комментарии
1. ↑  «Burn The Hoods» не достиг Billboard Hot 100, но попал в чарт Bubbling Under Hot 100 под номером 22[36]